# Luna Maya
Luna Maya est une actrice, présentatrice et chanteuse indonésienne, née le 26 août 1983 à Denpasar sur l'île de Bali en Indonésie, qui commence sa carrière adolescente comme mannequin.

## Carrière
Luna Maya Sugeng est la dernière des deux enfants de Uut Bambang Sugeng qui est javanais et de Desa Maya Waltaurd Maiyer qui est autrichienne, son frère Tipi Jabrik est surfeur.
Elle signe son premier contrat de mannequinat en 1999 et remporte grâce à son physique typiquement eurasien de nombreuses éloges et passe est depuis devenue une figure populaire des défilés de mode pour de nombreux couturiers indonésiens. En 2006, elle est désignée comme gagnante de la parade des modèles "Bintang Lux 2006" en détrônant l'artiste Febby Febiola qui l'avait remporter l'année précédente.
Ayant fait partie depuis 2006 des personnalités les mieux payés du monde du showbiz indonésien et considérée pendant un temps comme une des célébrités d'asie du Sud-Est les plus prometteuses qui avait commencée à se construire une renommée internationale. Comme l'en témoigne sa participation en tant qu'une des relayeuses du port de la flamme aux Jeux olympiques d'été de 2008, sa carrière a subi un tragique revers de médaille depuis que durant l'été 2010 elle a été victime d'un scandale sexuel aux côtés de deux autres célébrités indonésiennes que la presse a surnommée "Affaire Peter Porn".

## Vie personnelle
Au cours de l'année 2004, Luna Maya est apparue très proche de Nazril Irham, le chanteur de groupe de rock Noah. Mais les informations sur cette relation sont rester vagues, surtout quant à la grande surprise des fans et du public, Nazril épouse le 30 janvier 2005 une femme du nom de Sarah Amalia qui était tombée accidentellement enceinte de ce dernier quelques mois plus tôt.
Mais à la suite de nombreux ragots affirmant qu'ils y auraient toujours des sentiments entre Luna Maya et Nazril et après que Sarah révèle en 2007 qu'elle aurait été victime d'infidélité, elle finit par réclamer le divorce en mars 2008, qui est alors promulguer par le tribunal en mai 2008. Dès 2009, la paire commence à réapparaître en public et ils finissent par annoncer officiellement leurs relations en septembre de la même année et que Nazril envisage déjà sérieusement de se remarier,. Mais Luna Maya finit par le quitter en 2011 ne supportant plus l'humiliation de l'été 2010 pendant lequel eut lieu après la divulgation des vidéos Sextape du couple sur le net, vidéos qui étaient à l'origine destiner à l'usage personnel de Nazril.

## Filmographie
| - 2004 : 30 Hari Mencari Cinta - 2005 : Cinta Sivler - 2005 : Brownies - 2005 : Bangsal 13 - 2006 : Ekspedisi Madewa - 2006 : Jakarta Undercover - 2006 : Ruang - 2006 : Pesan Dari Surga - 2007 : Coklat Stroberi - 2007 : Maya, Raya, Dara - 2008 : Love | - 2008 : In The Name of Love - 2008 : Cinlok - 2009 : Asmara Dua Diana - 2009 : Janda Kembang - 2010 : Ratu Kosmopolitan - 2010 : Nathalie's instinct - 2011 : My Blackberry Girlfriend - 2012 : Hi5teria - 2012 : Cinta di Saku Selana - 2014 : Killers - 2014 : Princess, Bajak Laut dan Alien - 2018 : Suzzanna: Buried Alive |

## Discographie

### Album
1. Perjalanan (2011)

### Singles
1. Play
(en trio avec Sandra Dewi et Dewi Sandra) (2008)
2. Jalan Menuju Surgamu (2009)
3. Suara
(en duo avec Hijau Duan) (2009)
4. Tak Bisa Bersamamu (2010)
5. Biarlah
(en duo avec Killing Me Inside) (2011)
6. Sudah Biasa (2012)
7. Paranoid 
(en duo avec AC Mizal Malaysia) (2014)